# Loudenvielle
Loudenvielle è un comune francese situato nel dipartimento degli Alti Pirenei nella regione dell'Occitania.
Il 1º gennaio 2016 si è fuso con esso il comune di Armenteule.

## Società

### Evoluzione demografica
Abitanti censiti